# Oscar II van Zweden
Oscar Frederik van Bernadotte (Stockholm, 21 januari 1829 - Stockholm, 8 december 1907), kortweg koning Oscar II, was koning van Zweden van 18 september 1872 tot zijn dood in 1907 en tot 18 november 1905 koning van Noorwegen. Hij was de derde zoon van koning Oscar I en koningin Josephine van Leuchtenberg. Via zijn moeder, een stiefkleindochter van keizer Napoleon I van Frankrijk, was hij een afstammeling van koning Gustaaf I van Zweden. Oscar was de grootvader van Astrid van Zweden, de latere koningin der Belgen.

## Biografie

### Jeugd
Oscar Frederik van Bernadotte werd op 21 januari 1829 in het Koninklijk Paleis te Stockholm geboren als prins van Zweden. Kort na zijn geboorte kreeg hij de titel hertog van Östergötland. De prins werd geboren tijdens de regering van zijn grootvader, koning Karel XIV Johan. Zijn vader was toen kroonprins Oscar, de latere koning Oscar I. Oscar had twee oudere broers: prins Karel, die huwde met prinses Louise der Nederlanden, en de ongehuwd gestorven Gustaaf. Verder had hij een jongere zuster, prinses Eugénie, die eveneens ongehuwd bleef; en een jongere broer, prins Augustus, die trouwde met prinses Theresia Amalia van Saksen-Altenburg. Toen hij elf jaar oud was trad hij toe tot de marine. Hij werd benoemd tot junior-luitenant in juli 1845. Later ging hij studeren aan de Universiteit van Uppsala; daar was hij vooral erg goed in wiskunde.

### Huwelijk
Op 6 juni 1857 trouwde hij in Wiesbaden-Biebrich met Sophia van Nassau, de jongste dochter van hertog Willem van Nassau en hertogin Pauline van Württemberg, een kleindochter van koning Frederik I van Württemberg. Zodoende werd hij de oom van Emma van Waldeck-Pyrmont, de latere koningin der Nederlanden. Sophia had een oudere halfbroer, Adolf van Luxemburg, die na de dood van koning Willem III der Nederlanden, groothertog van Luxemburg werd. Het paar kreeg vier zonen:
- prins Gustaaf (1858-1950), huwde met Victoria van Baden en werd na de dood van zijn vader koning van Zweden;
- prins Oscar (1859-1953), huwde, zonder toestemming van de koning, met hofdame Ebba Munck af Fulkila in 1888. Hiervoor deed hij afstand van al zijn koninklijke titels. Nadien nam hij de titel prins Bernadott aan en werd later bekend als Graaf van Wisborg;
- prins Karel (1861-1951), huwde met prinses Ingeborg van Denemarken. Hij werd de vader van latere koningin der Belgen Astrid van Zweden;
- prins Eugenius (1865-1947), stond bekend als schilder en bleef ongehuwd.

Er is altijd gespeculeerd dat Oscar naast zijn kinderen bij koningin Sophia ook een aantal buitenechtelijke kinderen had, ook al heeft hij die kinderen nooit officieel erkend. Er werd gezegd dat hij twee zoons had met de actrice Marie Friberg en ook zou hij een dochter hebben bij Emma Elizabeth Hammarström, geheten Anna Uddgren (geboren als Anna Hofman, geboren 1868).

### Koning van Zweden en Noorwegen
Op 8 juli 1859 stierf Oscars vader koning Oscar I. Deze werd opgevolgd door diens oudste zoon, onder de naam Karel IV. Karel XV was 13 jaar koning van de Verenigde Koninkrijken van Zweden en Noorwegen en stierf op 18 september 1872 zonder mannelijke nakomelingen. Aangezien Oscars andere oudere broer, prins Gustaaf, reeds was overleden in 1852 werd Oscar aangewezen als nieuwe koning. Hij en zijn vrouw Sophia werden tot koning en koningin van Noorwegen gekroond in de Nidaros-kathedraal in Trondheim op 18 juli 1873. Toen hij werd gekroond nam hij de volgende lijfspreuk aan: Brödrafolkens väl / Broderfolkenes Vel ("Het welzijn van de broedervolkeren"). Terwijl de koning en het koninklijk hof gewoonlijk in Zweden resideerden, leerde Oscar toch vloeiend Noors spreken, en vanaf het begin realiseerde Oscar zich de essentiële problemen bij het onderhouden van de unie tussen Zweden en Noorwegen. De politieke gebeurtenissen die leidden tot de vreedzame ontbinding van de unie tussen Noorwegen en Zweden in 1905 werden aanzienlijk vergemakkelijkt dankzij de tact en het geduld van de koning zelf. Hij werd onttroond op 7 juni 1905 door het Noorse Parlement en hij deed zelf afstand van de Noorse troon op 26 oktober. Oscar weigerde zelfs een aanbod van de Noorse regering om een prins van zijn huis tot koning van Noorwegen te benoemen. Maar de betrekkingen tussen de twee landen werden hersteld vóór zijn dood in 1907. Uiteindelijk werd hij opgevolgd door zijn achterneef, Karel van Denemarken. Prins Karel was een kleinzoon van Oscars broer, koning Karel XV. Prins Karel werd koning van Noorwegen als koning Haakon VII. Hij was een jongere zoon van koning Frederik VIII van Denemarken en koningin Louise van Denemarken, geboren als prinses Louise van Zweden.
Zijn grote intelligentie en zijn afstandelijkheid tegenover de dynastieke zaken die van invloed waren bij de andere Europese vorsten gaf de koning waardevol aanzien als scheidsrechter in internationale vragen en kwesties. Op verzoek van het Verenigd Koninkrijk van koningin Victoria, het Duitse Keizerrijk van keizer Wilhelm II en de Verenigde Staten van president Grover Cleveland, werd hij in 1889 benoemd tot Chief Justice van Samoa (voormalig West-Samoa), en hij werd opnieuw ingeschakeld om te bemiddelen in de politieke zaken van Samoa in 1899. In 1897 werd hij bevoegd om een vijfde scheidsrechter te benoemen, indien nodig, in het Venezolaanse geschil, en hij werd verzocht op te treden als scheidsrechter in het Anglo-Amerikaanse arbitrageverdrag dat werd vernietigd door de Amerikaanse Senaat. Hij won vele vrienden in het Verenigd Koninkrijk door zijn steun aan Groot-Brittannië ten tijde van de Tweede Boerenoorlog (1899-1902), steun die werd uitgesproken in een verklaring, afgedrukt in The Times van 2 mei 1900, toen de Europese reacties op de Britse houding in dat conflict bijna universeel vijandig waren.

## Eretekens
- Zweden: Ridder in de Orde van de Serafijnen (21 januari 1829)
- Zweden: Grootmeester in de Orde van de Poolster
- Zweden: Grootmeester in de Orde van het Zwaard
- Zweden: Grootmeester in de Orde van Vasa
- Noorwegen: Grootmeester in de Orde van Sint-Olaf
- Noorwegen: Grootmeester in de Orde van de Noorse Leeuw (21 januari 1904)
- Zweden: Grootmeester in de Orde van Karel XIII
- Denemarken: Ridder in de Orde van de Olifant (1848)

- Denemarken: Grootcommandeur in de Orde van de Dannebrog (1848)
- Frankrijk: Grootkruis in het Legioen van Eer
- Italië: Ridder in de Orde van de Aankondiging (1862)
- Italië: Grootkruis in de Orde van Sint-Mauritius en Sint-Lazarus (1862)
- Verenigd Koninkrijk: Ridder in de Orde van de Kousenband (1881)
- Nederland: Grootkruis in de Militaire Willems-Orde
- Ridder in de Orde van het Gulden Vlies

## Kwartierstaat (voorouders)
| Henri Bernadotte (1711-1780) | Henri Bernadotte (1711-1780) | Henri Bernadotte (1711-1780) | Henri Bernadotte (1711-1780) | Henri Bernadotte (1711-1780)           | Henri Bernadotte (1711-1780)           | Jeanne St. Jean                        | Jeanne St. Jean                        | Jeanne St. Jean                        | Jeanne St. Jean                        | Jeanne St. Jean                | Jeanne St. Jean                |                                |                                | François Clary (1725-1794)     | François Clary (1725-1794)     | François Clary (1725-1794)     | François Clary (1725-1794)     | François Clary (1725-1794)     | François Clary (1725-1794)     | Françoise Rose Somis (1737-1815) | Françoise Rose Somis (1737-1815) | Françoise Rose Somis (1737-1815) | Françoise Rose Somis (1737-1815) | Françoise Rose Somis (1737-1815) | Françoise Rose Somis (1737-1815) |                                 |                                 | Alexandre de Beauharnais (1760-1794) | Alexandre de Beauharnais (1760-1794) | Alexandre de Beauharnais (1760-1794) | Alexandre de Beauharnais (1760-1794) | Alexandre de Beauharnais (1760-1794) | Alexandre de Beauharnais (1760-1794) | Joséphine de Beauharnais (1763-1814) | Joséphine de Beauharnais (1763-1814) | Joséphine de Beauharnais (1763-1814) | Joséphine de Beauharnais (1763-1814) | Joséphine de Beauharnais (1763-1814)   | Joséphine de Beauharnais (1763-1814)   |                                        |                                        | Maximiliaan I Jozef van Beieren (1756-1825) | Maximiliaan I Jozef van Beieren (1756-1825) | Maximiliaan I Jozef van Beieren (1756-1825) | Maximiliaan I Jozef van Beieren (1756-1825) | Maximiliaan I Jozef van Beieren (1756-1825) | Maximiliaan I Jozef van Beieren (1756-1825) | Augusta Wilhelmina van Hessen-Darmstadt (1765-1796) | Augusta Wilhelmina van Hessen-Darmstadt (1765-1796) | Augusta Wilhelmina van Hessen-Darmstadt (1765-1796) | Augusta Wilhelmina van Hessen-Darmstadt (1765-1796) | Augusta Wilhelmina van Hessen-Darmstadt (1765-1796) | Augusta Wilhelmina van Hessen-Darmstadt (1765-1796) |  |  |  |  |  |  |  |  |  |  |  |  |  |  |  |  |  |  |  |  |  |  |  |  |  |  |  |  |  |  |  |  |  |  |  |  |  |  |  |  |  |  |  |  |  |  |  |  |
| Henri Bernadotte (1711-1780) | Henri Bernadotte (1711-1780) | Henri Bernadotte (1711-1780) | Henri Bernadotte (1711-1780) | Henri Bernadotte (1711-1780)           | Henri Bernadotte (1711-1780)           | Jeanne St. Jean                        | Jeanne St. Jean                        | Jeanne St. Jean                        | Jeanne St. Jean                        | Jeanne St. Jean                | Jeanne St. Jean                |                                |                                | François Clary (1725-1794)     | François Clary (1725-1794)     | François Clary (1725-1794)     | François Clary (1725-1794)     | François Clary (1725-1794)     | François Clary (1725-1794)     | Françoise Rose Somis (1737-1815) | Françoise Rose Somis (1737-1815) | Françoise Rose Somis (1737-1815) | Françoise Rose Somis (1737-1815) | Françoise Rose Somis (1737-1815) | Françoise Rose Somis (1737-1815) |                                 |                                 | Alexandre de Beauharnais (1760-1794) | Alexandre de Beauharnais (1760-1794) | Alexandre de Beauharnais (1760-1794) | Alexandre de Beauharnais (1760-1794) | Alexandre de Beauharnais (1760-1794) | Alexandre de Beauharnais (1760-1794) | Joséphine de Beauharnais (1763-1814) | Joséphine de Beauharnais (1763-1814) | Joséphine de Beauharnais (1763-1814) | Joséphine de Beauharnais (1763-1814) | Joséphine de Beauharnais (1763-1814)   | Joséphine de Beauharnais (1763-1814)   |                                        |                                        | Maximiliaan I Jozef van Beieren (1756-1825) | Maximiliaan I Jozef van Beieren (1756-1825) | Maximiliaan I Jozef van Beieren (1756-1825) | Maximiliaan I Jozef van Beieren (1756-1825) | Maximiliaan I Jozef van Beieren (1756-1825) | Maximiliaan I Jozef van Beieren (1756-1825) | Augusta Wilhelmina van Hessen-Darmstadt (1765-1796) | Augusta Wilhelmina van Hessen-Darmstadt (1765-1796) | Augusta Wilhelmina van Hessen-Darmstadt (1765-1796) | Augusta Wilhelmina van Hessen-Darmstadt (1765-1796) | Augusta Wilhelmina van Hessen-Darmstadt (1765-1796) | Augusta Wilhelmina van Hessen-Darmstadt (1765-1796) |  |  |  |  |  |  |  |  |  |  |  |  |  |  |  |  |  |  |  |  |  |  |  |  |  |  |  |  |  |  |  |  |  |  |  |  |  |  |  |  |  |  |  |  |  |  |  |  |
|                              |                              |                              |                              |                                        |                                        |                                        |                                        |                                        |                                        |                                |                                |                                |                                |                                |                                |                                |                                |                                |                                |                                  |                                  |                                  |                                  |                                  |                                  |                                 |                                 |                                      |                                      |                                      |                                      |                                      |                                      |                                      |                                      |                                      |                                      |                                        |                                        |                                        |                                        |                                             |                                             |                                             |                                             |                                             |                                             |                                                     |                                                     |                                                     |                                                     |                                                     |                                                     |  |  |  |  |  |  |  |  |  |  |  |  |  |  |  |  |  |  |  |  |  |  |  |  |  |  |  |  |  |  |  |  |  |  |  |  |  |  |  |  |  |  |  |  |  |  |  |  |
|                              |                              |                              |                              | Karel XIV Johan van Zweden (1763-1844) | Karel XIV Johan van Zweden (1763-1844) | Karel XIV Johan van Zweden (1763-1844) | Karel XIV Johan van Zweden (1763-1844) | Karel XIV Johan van Zweden (1763-1844) | Karel XIV Johan van Zweden (1763-1844) |                                |                                |                                |                                |                                |                                | Désirée Clary (1777-1860)      | Désirée Clary (1777-1860)      | Désirée Clary (1777-1860)      | Désirée Clary (1777-1860)      | Désirée Clary (1777-1860)        | Désirée Clary (1777-1860)        |                                  |                                  |                                  |                                  |                                 |                                 |                                      |                                      |                                      |                                      | Eugène de Beauharnais (1781-1824)    | Eugène de Beauharnais (1781-1824)    | Eugène de Beauharnais (1781-1824)    | Eugène de Beauharnais (1781-1824)    | Eugène de Beauharnais (1781-1824)    | Eugène de Beauharnais (1781-1824)    |                                        |                                        |                                        |                                        |                                             |                                             | Augusta van Beieren (1788-1851)             | Augusta van Beieren (1788-1851)             | Augusta van Beieren (1788-1851)             | Augusta van Beieren (1788-1851)             | Augusta van Beieren (1788-1851)                     | Augusta van Beieren (1788-1851)                     |                                                     |                                                     |                                                     |                                                     |  |  |  |  |  |  |  |  |  |  |  |  |  |  |  |  |  |  |  |  |  |  |  |  |  |  |  |  |  |  |  |  |  |  |  |  |  |  |  |  |  |  |  |  |  |  |  |  |
|                              |                              |                              |                              | Karel XIV Johan van Zweden (1763-1844) | Karel XIV Johan van Zweden (1763-1844) | Karel XIV Johan van Zweden (1763-1844) | Karel XIV Johan van Zweden (1763-1844) | Karel XIV Johan van Zweden (1763-1844) | Karel XIV Johan van Zweden (1763-1844) |                                |                                |                                |                                |                                |                                | Désirée Clary (1777-1860)      | Désirée Clary (1777-1860)      | Désirée Clary (1777-1860)      | Désirée Clary (1777-1860)      | Désirée Clary (1777-1860)        | Désirée Clary (1777-1860)        |                                  |                                  |                                  |                                  |                                 |                                 |                                      |                                      |                                      |                                      | Eugène de Beauharnais (1781-1824)    | Eugène de Beauharnais (1781-1824)    | Eugène de Beauharnais (1781-1824)    | Eugène de Beauharnais (1781-1824)    | Eugène de Beauharnais (1781-1824)    | Eugène de Beauharnais (1781-1824)    |                                        |                                        |                                        |                                        |                                             |                                             | Augusta van Beieren (1788-1851)             | Augusta van Beieren (1788-1851)             | Augusta van Beieren (1788-1851)             | Augusta van Beieren (1788-1851)             | Augusta van Beieren (1788-1851)                     | Augusta van Beieren (1788-1851)                     |                                                     |                                                     |                                                     |                                                     |  |  |  |  |  |  |  |  |  |  |  |  |  |  |  |  |  |  |  |  |  |  |  |  |  |  |  |  |  |  |  |  |  |  |  |  |  |  |  |  |  |  |  |  |  |  |  |  |
|                              |                              |                              |                              |                                        |                                        |                                        |                                        |                                        |                                        | Oscar I van Zweden (1799-1859) | Oscar I van Zweden (1799-1859) | Oscar I van Zweden (1799-1859) | Oscar I van Zweden (1799-1859) | Oscar I van Zweden (1799-1859) | Oscar I van Zweden (1799-1859) |                                |                                |                                |                                |                                  |                                  |                                  |                                  |                                  |                                  |                                 |                                 |                                      |                                      |                                      |                                      |                                      |                                      |                                      |                                      |                                      |                                      | Josephine van Leuchtenberg (1807-1876) | Josephine van Leuchtenberg (1807-1876) | Josephine van Leuchtenberg (1807-1876) | Josephine van Leuchtenberg (1807-1876) | Josephine van Leuchtenberg (1807-1876)      | Josephine van Leuchtenberg (1807-1876)      |                                             |                                             |                                             |                                             |                                                     |                                                     |                                                     |                                                     |                                                     |                                                     |  |  |  |  |  |  |  |  |  |  |  |  |  |  |  |  |  |  |  |  |  |  |  |  |  |  |  |  |  |  |  |  |  |  |  |  |  |  |  |  |  |  |  |  |  |  |  |  |
|                              |                              |                              |                              |                                        |                                        |                                        |                                        |                                        |                                        | Oscar I van Zweden (1799-1859) | Oscar I van Zweden (1799-1859) | Oscar I van Zweden (1799-1859) | Oscar I van Zweden (1799-1859) | Oscar I van Zweden (1799-1859) | Oscar I van Zweden (1799-1859) |                                |                                |                                |                                |                                  |                                  |                                  |                                  |                                  |                                  |                                 |                                 |                                      |                                      |                                      |                                      |                                      |                                      |                                      |                                      |                                      |                                      | Josephine van Leuchtenberg (1807-1876) | Josephine van Leuchtenberg (1807-1876) | Josephine van Leuchtenberg (1807-1876) | Josephine van Leuchtenberg (1807-1876) | Josephine van Leuchtenberg (1807-1876)      | Josephine van Leuchtenberg (1807-1876)      |                                             |                                             |                                             |                                             |                                                     |                                                     |                                                     |                                                     |                                                     |                                                     |  |  |  |  |  |  |  |  |  |  |  |  |  |  |  |  |  |  |  |  |  |  |  |  |  |  |  |  |  |  |  |  |  |  |  |  |  |  |  |  |  |  |  |  |  |  |  |  |
|                              |                              |                              |                              |                                        |                                        |                                        |                                        |                                        |                                        |                                |                                |                                |                                |                                |                                |                                |                                |                                |                                |                                  |                                  |                                  |                                  |                                  |                                  |                                 |                                 |                                      |                                      |                                      |                                      |                                      |                                      |                                      |                                      |                                      |                                      |                                        |                                        |                                        |                                        |                                             |                                             |                                             |                                             |                                             |                                             |                                                     |                                                     |                                                     |                                                     |                                                     |                                                     |  |  |  |  |  |  |  |  |  |  |  |  |  |  |  |  |  |  |  |  |  |  |  |  |  |  |  |  |  |  |  |  |  |  |  |  |  |  |  |  |  |  |  |  |  |  |  |  |
|                              |                              |                              |                              |                                        |                                        |                                        |                                        |                                        |                                        |                                |                                |                                |                                |                                |                                |                                |                                |                                |                                |                                  |                                  |                                  |                                  |                                  |                                  |                                 |                                 |                                      |                                      |                                      |                                      |                                      |                                      |                                      |                                      |                                      |                                      |                                        |                                        |                                        |                                        |                                             |                                             |                                             |                                             |                                             |                                             |                                                     |                                                     |                                                     |                                                     |                                                     |                                                     |  |  |  |  |  |  |  |  |  |  |  |  |  |  |  |  |  |  |  |  |  |  |  |  |  |  |  |  |  |  |  |  |  |  |  |  |  |  |  |  |  |  |  |  |  |  |  |  |
|                              |                              |                              |                              | Karel XV van Zweden (1826-1872)        | Karel XV van Zweden (1826-1872)        | Karel XV van Zweden (1826-1872)        | Karel XV van Zweden (1826-1872)        | Karel XV van Zweden (1826-1872)        | Karel XV van Zweden (1826-1872)        |                                |                                |                                |                                | Gustaaf van Zweden (1827-1852) | Gustaaf van Zweden (1827-1852) | Gustaaf van Zweden (1827-1852) | Gustaaf van Zweden (1827-1852) | Gustaaf van Zweden (1827-1852) | Gustaaf van Zweden (1827-1852) |                                  |                                  |                                  |                                  | Oscar II van Zweden (1829-1907)  | Oscar II van Zweden (1829-1907)  | Oscar II van Zweden (1829-1907) | Oscar II van Zweden (1829-1907) | Oscar II van Zweden (1829-1907)      | Oscar II van Zweden (1829-1907)      |                                      |                                      |                                      |                                      | Eugénie van Zweden (1830-1889)       | Eugénie van Zweden (1830-1889)       | Eugénie van Zweden (1830-1889)       | Eugénie van Zweden (1830-1889)       | Eugénie van Zweden (1830-1889)         | Eugénie van Zweden (1830-1889)         |                                        |                                        |                                             |                                             | Augustus van Zweden (1831-1873)             | Augustus van Zweden (1831-1873)             | Augustus van Zweden (1831-1873)             | Augustus van Zweden (1831-1873)             | Augustus van Zweden (1831-1873)                     | Augustus van Zweden (1831-1873)                     |                                                     |                                                     |                                                     |                                                     |  |  |  |  |  |  |  |  |  |  |  |  |  |  |  |  |  |  |  |  |  |  |  |  |  |  |  |  |  |  |  |  |  |  |  |  |  |  |  |  |  |  |  |  |  |  |  |  |

## Galerij

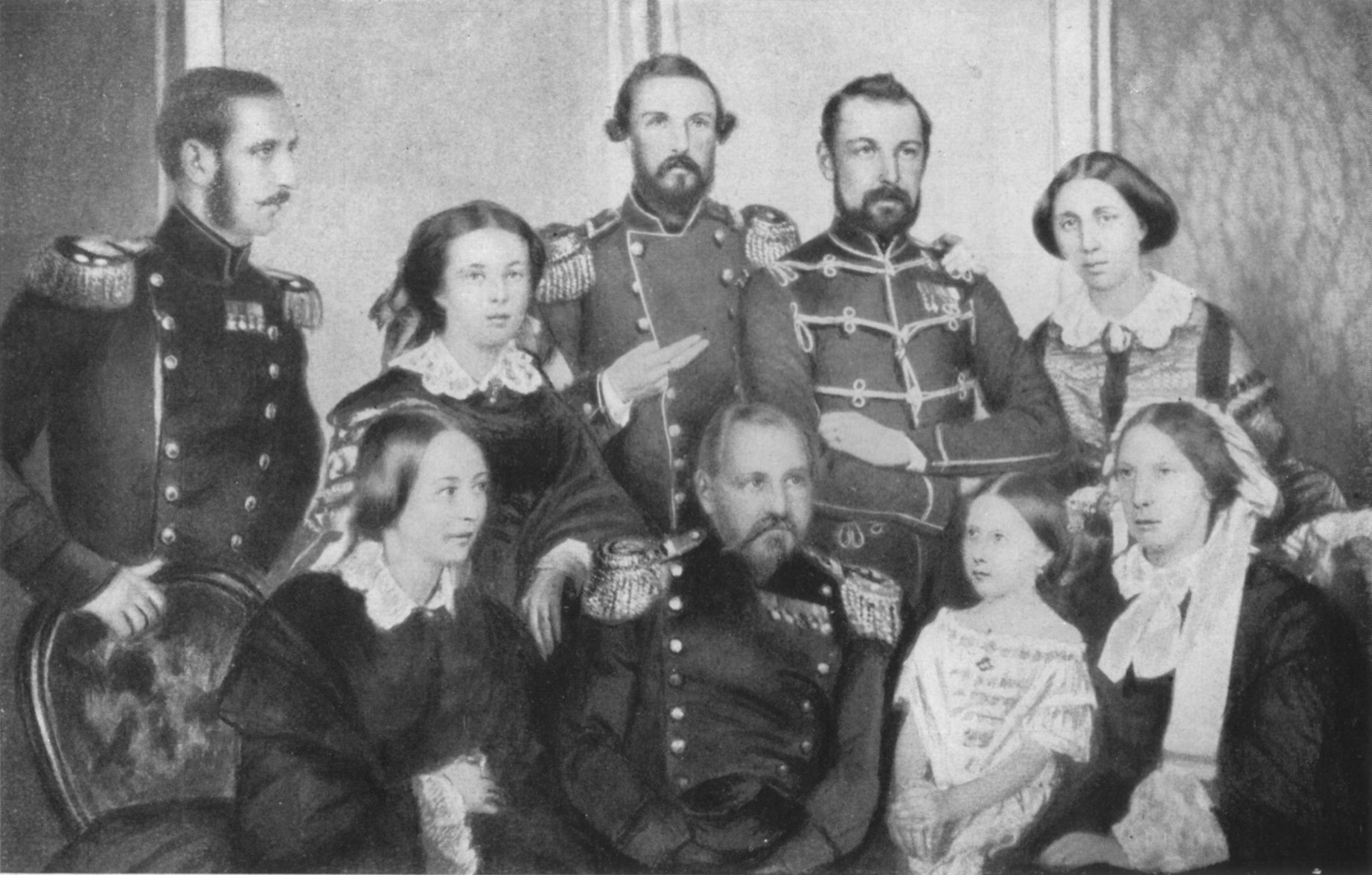
De Zweedse Koninklijke familie in 1857. Staand van links naar rechts: prins Augustus, prinses Sophia van Nassau, Oscar zelf, kroonprins Karel en kroonprinses Louise. Zittend van links naar rechts: prinses Eugénie, koning Oscar I, prinses Louise en koningin Joséphine.
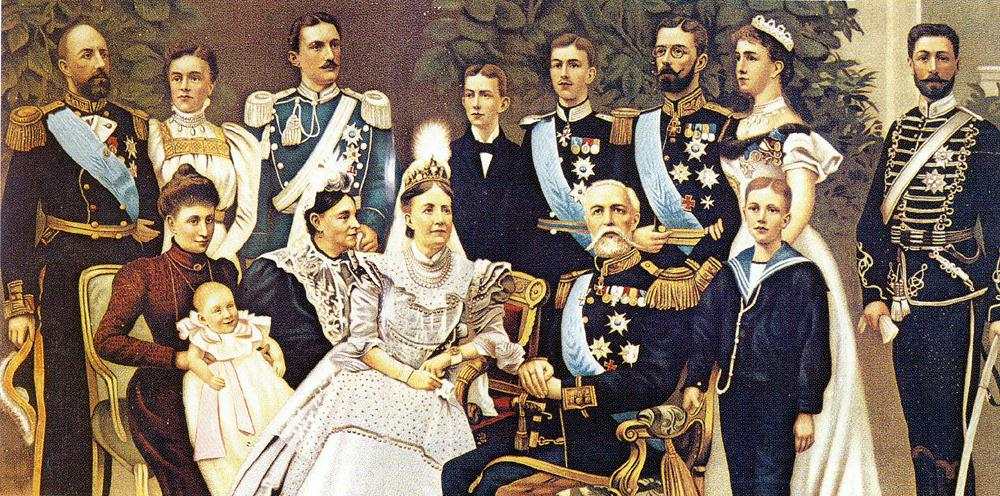
De Zweedse Koninklijke familie in 1882. Staand van links naar rechts: prins Oscar, prinses Ebba van Fulkila Munck, prins Karel, prins Willem, erfprins Gustaaf Adolf, kroonprins Gustaaf, kroonprinses Victoria en prins Eugenius. Zittend van links naar rechts: prinses Ingeborg met dochter Margaretha, prinses Theresia Amalia (weduwe van prins Augustus), koningin Sophia en koning Oscar II. Staand naast de koning: prins Erik.
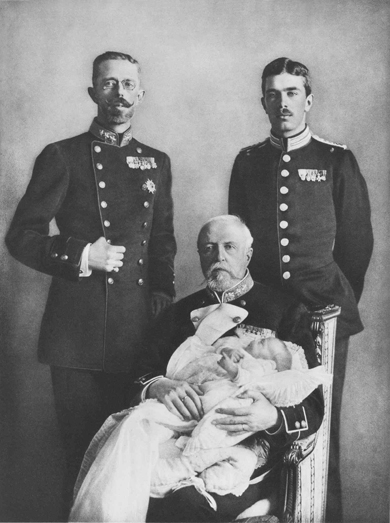
Vier generaties uit het Huis Bernadotte. Staand van links naar rechts: de latere koning Gustaaf V en koning Gustaaf VI Adolf. Zittend koning Oscar II en in zijn handen prins Gustaaf Adolf.
Marmeren buste van koning Oscar II (1873).

Erik VI · Olaf II · Anund Jacob · Emund · Stenkil · Erik VII · Erik VIII · Halsten · Haakon · Inge I · Sven · Erik Årsäll · Filips · Inge II · Ragnvald · Magnus · Sverker I · Erik IX · Karel VII · Knoet I · Sverker II · Erik X · Johan I · Erik XI · Knoet II · Waldemar I · Magnus I · Birger I · Magnus II · Albrecht · Margaretha · Erik XIII · Christoffel · Karel VIII · Christiaan I · Johan II · Christiaan II · Gustaaf I · Erik XIV · Johan III · Sigismund · Karel IX · Gustaaf II Adolf · Christina · Karel X Gustaaf · Karel XI · Karel XII · Ulrike Eleonora · Frederik · Adolf Frederik · Gustaaf III · Gustaaf IV Adolf · Karel XIII · Karel XIV Johan · Oscar I · Karel XV · Oscar II · Gustaaf V · Gustaaf VI Adolf · Carl Gustaf XVI
- Bibsys: 90370786
- Bibliothèque nationale de France: cb12418885p (data)
- Gemeinsame Normdatei: 101463111
- International Standard Name Identifier: 0000 0000 6128 4570
- KulturNav: c381054b-c91e-4c08-be4c-8a0bbae05a50
- Library of Congress Control Number: n80166882
- MusicBrainz: 6acbb1dd-395a-4865-b83e-621328d64bba
- National Archives and Records Administration: 10569955
- Nationale Bibliotheek van Israël: 987007270926705171
- Nationale Bibliotheek van Polen: a0000002613207
- Nederlandse Thesaurus van Auteursnamen: 126909350
- Istituto Centrale per il Catalogo Unico: IEIV138487
- LIBRIS: 196272
- Système universitaire de documentation: 033309736
- Museum of New Zealand Te Papa Tongarewa: 68711
- Virtual International Authority File: 45613338
- WorldCat: E39PBJkp99mxMmXWW4kCtGppT3